# Ludovic Baal
Ludovic Baal (Paris, 24 de maio de 1986) é um futebolista profissional francês que atua como lateral-esquerdo. Atualmente, joga pelo Stade Brest.

## Carreira
Ludovic Baal começou a carreira no Le Mans. Foi promovido ao time principal em 2007, atuando em 102 jogos e marcando 3 gols.
Defendeu ainda o Lens, entre 2011 e 2015, quando assinou com o Rennes, onde permanece desde então.

## Seleção
Joga desde 2012 pela Seleção da Guiana Francesa, pela qual jogou a Copa Ouro da CONCACAF de 2017, primeira competição oficial disputada pelo território ultramarino, pertencente à França e que não é membro da FIFA, embora faça parte da CONCACAF.

## Links
- Ludovic Baal em National-Football-Teams.com